# Sergio Navarro (chilijski piłkarz)
Sergio Raúl Navarro Rodríguez (ur. 20 lutego 1936 w Santiago de Chile) – chilijski piłkarz, lewy obrońca. Brązowy medalista MŚ 62.
W reprezentacji Chile zagrał 31 razy. Debiutował w 1957, ostatni raz zagrał w 1962. Podczas MŚ 62 wystąpił w czterech pierwszych spotkaniach, później doznał kontuzji. Był wówczas piłkarzem Club Universidad de Chile.